# 아르바이트 여자
"아르바이트 여자"는 한국에서 제작된 정명 감독의 1991년 영화이다. 김미영 등이 주연으로 출연하였고 김용돌 등이 제작에 참여하였으며 1989년 11월부터 2년 전속 계약 형식을 통해  MBC 19기 공채 탤런트로 데뷔한 김미영이 해당 영화에 출연했다는 이유 탓인지 MBC 징계대상에 오르기도 했다.

## 출연

### 주연
- 김미영
- 신용규
- 이윤희
- 이무정

## 기타
- 원작자: 허성수
- 조명: 김길성